# Modesto Lafuente
Pour les articles homonymes, voir De la Fuente.
Modesto Lafuente y Zamalloa, né le 1er mai 1806 à Rabanal de los Caballeros, dans la province de Palencia en Espagne, et décédé le 25 octobre 1866 à Madrid, est un journaliste, historien, écrivain satirique et homme politique catholique libéral espagnol.

## Biographie
Modesto Lafuente est le fils d'un médecin de campagne considéré comme un afrancesado. La famille déménage à Cervera de Pisuerga lors de la guerre d'indépendance espagnole. Modesto est scolarisé au séminaire de León en 1819, suivant ainsi le même parcours que son frère Manuel qui y devient prêtre. Il obtient la tonsure en 1820, alors même que le Triennat libéral vient juste de commencer, et poursuit ses études au séminaire d'Astorga. Il passe librement devant les juntes d'épuration en 1824 affirmant n'être pas opposé à l'absolutisme. Il étudie la théologie et le droit à l'université de Valladolid tandis que sa famille change de résidence assez fréquemment à cause de la profession de son père qui parcourt la Vieille-Castille comme médecin rural. En 1828, les universités sont fermés. Il est nommé bibliothécaire au séminaire d'Astorga en 1831 et peu après maître de conférences en philosophie. Il a été suggéré qu'il est franc-maçon, mais ce n'est pas documenté à ce jour.
En 1833, à la mort du roi Ferdinand VII, Modesto met en doute l'idée d'être ordonné prêtre. Il décide finalement de renoncer à la carrière ecclésiastique pour s'engager en politique au sein du parti libéral. Dès 1836, ses supérieurs du séminaire le considèrent déjà un Isabelliste et un libéral. Il est nommé secrétaire de conseil diocésain et, dès lors, aide à l'étude des conséquences du [[D
désamortissement espagnol]]. Comme écrivain satyrique, sous le pseudonyme de Fray Gerundio, il dénonce les mesures de redistribution des biens et des terres de l'Église, qui sont considérées par une partie de la société comme négatives pour l'Église sans pour autant permettre, comme elles le prétendent, l'amélioration de l'économie du pays.
Libéral progressiste, il fonde à León le journal satirique Fray Gerundio en 1837. Il poursuit sa publication à Madrid jusqu'en 1849 avec une interruption entre 1843 et 1848. Dans cette publication, il diffuse des idées de liberté, de progrès matériel et de morale, qui lui rapportent une grande renommée dans toute l'Espagne. Il écrit les Capilladas satiriques sur les mœurs et problèmes des personnalités politiques, en adoptant des dialogues comiques entre Fray Gerundio et un jeune méprenant, Pelegrin Tirabèque.
Il constitue un recueil de ses articles dans la Collection de capilladas et disciplinazos (1837–1840) et celle du Théâtre social du XIXe siècle (1846) ; la collection originale comprend quinze volumes dans la première série (1837-1840 et janvier-juin 1842) et deux autres dans la deuxième série (du 5 juin 1843 à janvier 1844). Le formidable succès des personnages à l'image de ceux de Cervantes, est véritablement insolite pour l'époque et lui apporte d'importants revenus financiers.
Modesto Lafuente revendique son œuvre et demande de ne pas la limiter à la simple description des mœurs et des coutumes de l'époque, mais plutôt de la considérer comme un document imprégné de politique et d'étude de la société. Pío Baroja a affirmé qu'il fallait considérer  Modesto Lafuente comme un pionnier de la sociologie ou de la sociographie de son temps.
En septembre 1837, il est nommé comme haut fonctionnaire du gouvernement civil de la province de León. Ses écrits commencent à le rendre populaire. Il préfère cependant ne pas trop marquer idéologiquement son personnage de Fray Gerundio, malgré son libéralisme notoire. Il exprime vouloir suivre les modèles satiriques de Juvénal et de Cervantes mais, par contre, il nie être partisan de Mariano José de Larra.
En 1838, il rencontre l'éditeur espagnol Francisco de Paula Mellado, propriétaire du journal La estafeta qui lui propose de publier le livre Fray Gerundio à Madrid.
La popularité de ses articles et les polémiques qu'ils engendrent sur la gouvernance ou la politique lui rapportent à la fois admiration et haine, notamment celle du général Juan Prim qu'il ridiculise dans la presse.
A l'été 1840, il entreprend un voyage en Europe. Il visite notamment la France, la Belgique, la Hollande et les rives du Rhin.
En 1850, il édite le premier tome de son Histoire générale de l'Espagne, une tâche immense qui le mobilise jusqu'en 1866 et qui lui vaut d'être nommé membre de l'Académie royale d'histoire en 1853, où il prononce un discours d'introduction sur les fondements et vicissitudes du califat de Cordoue, les causes et les conséquences de son déclin.
Modesto Lafuente évolue du libéralisme à une position plus conservatrice et modérée. À partir de 1854, il travaille dans le cercle de Leopoldo O'Donnell et de l’Union libérale. Il ne croit plus à cette époque aux extrêmes en politique et prend part, pendant le Biennat progressiste, à la rédaction d'une nouvelle constitution espagnole. En 1856, il est nommé directeur de l'École Supérieure de Diplomatie et devient membre du  Conseil Supérieur des Archives et des Bibliothèques. En 1865, il est nommé membre du Conseil d'État.
Il décède en 1866. Sa sépulture se situe à Mayorga (Province de Valladolid).
Décoré de la grande croix de l'Ordre d'Isabelle la Catholique, il est membre de l'Académie royale d’histoire où son portrait est conservé.

## Œuvres littéraires
Mis à part ses travaux comme journaliste et chroniqueur satyrique, Modesto Lafuente est principalement connu comme l'auteur de l' Histoire Générale de l'Espagne des temps les plus anciens jusqu'à aujourd'hui (1850-1867) en six tomes et 30 volumes. Il rédige cet ouvrage après la lecture de l'Histoire d'Espagne (Paris 1839) du français Charles Romey en neuf tomes. Il est contrarié de ne pas trouver une œuvre d'ensemble sur l'histoire de son propre pays depuis l'époque révolue de Juan de Mariana. Il se décide à écrire et à publier une œuvre rédigé par un Espagnol. Il obtient l'appui de son éditeur de presse Francisco de Paula Mellado. Après une première édition, la seconde, publiée entre 1874 et 1875, compte 13 volumes. Plus tard, une révision de Juan Valera (1824-1905), avec la collaboration d'André Borrego et d'Antonio Pirala aboutit à une publication en 25 volumes, qui va jusqu’à la mort d'Alphonse XII (1887-1890). Une dernière édition amplifié jusqu'à la majorité d'Alphonse XIII, coordonnée par José Coroleu et Gabriel Maura y Gamazo est éditée à Barcelone par Montaner et Simon en 1930.
L'Histoire Générale de l'Espagne est considérée par certains comme un exemple parfait, un paradigme de l'historiographie libérale espagnole du XIXe siècle ; cette œuvre est aussi considérée comme la première histoire de l'Espagne conçue avec une vision unitaire de la nation depuis les temps les plus reculés. Elle présente un concept nouveau qui essaie de surpasser l'ancienne histoire de Juan de Mariana de 1600. Grâce à sa large diffusion, elle a largement contribué à la conscience nationale espagnole. Elle s'appuie sur une vision de l'histoire de l'Espagne providentialiste unifiée et chrétienne depuis ses origines et toujours favorisée par la Providence.
« Il y a, fortunément, un autre principe plus élevé, plus noble, plus consolateur auquel accourir pour expliquer le déroulement général des sociétés : La Providence, que, quelques uns, de ne pas l'avoir comprise, ont confondu avec le fatalisme. »

Modesto Lafuente est considéré comme le pionnier de l'historiographie nationale espagnole, spécialisé dans la description des mœurs de son époque pour cette œuvre.
D'autres œuvres telles que Voyage de Fray Gerundio en France, en Belgique, en Hollande et sur les versants du Rhin (1842), un ouvrage satirique qui met en relief les mœurs des sociétés, ou bien encore, Voyage aérostatique (1847), une satire politique sur l'Europe, et La question religieuse (1855) sur la défense de l'unité catholique espagnole, complètent son œuvre littéraire.
Modesto Lafuente est l'introducteur du terme « Reconquista » pour nommer la période historique qui commence lors de la conquête des Omeyyades de l'Hispanie en 711 jusqu'à la chute du royaume des Nasrides de Grenade face aux royaumes chrétiens en 1492.

## Pseudonymes
En tant qu'écrivain satirique, Modesto Lafuente emploie les pseudonymes de Fray Gerundio et de Pelegrín Tirabeque.